# Delia Owens
Delia Owens (Georgia, 1949. április 4. –) amerikai író és zoológus.
Debütáló regénye, az Ahol a folyami rákok énekelnek vezette a New York Times 2019-es legkeresettebb fikciós könyveinek listáját. Megírta az A Kalahári kiáltása, Az elefánt szeme és a Szavanna titkai című emlékiratait is, akkori férjével, Markkal, az állatok afrikai tanulmányozásán eltöltött idejükről.

## Élete
Owens Thomasville-ben, Dél-Georgia államban nőtt fel az 1950-es években. Ő és férje, Mark Owens biológia szakos hallgatók voltak a Georgiai Egyetemen. BSc fokozatot szerzett zoológiából a Georgiai Egyetemen és Ph.D fokozatot Etológia szakon a Kaliforniai Davis Egyetemen.
A pár 1974-ben Afrikába költözött, mielőtt a botswanai Kalahári-sivatagban táboroztak. A Cry of the Kalahari a pár élményeiről íródott. Miután kampányt folytattak a helyi szarvasmarhaipar ellen, Botswana kormánytisztviselői kiutasították őket az országból. Az Owens család ezután a zambiai North Luangwa Nemzeti Parkban, majd az 1990-es évek elején Mpikában telepedett le. Mark Owens-t azzal vádolták, hogy az orvvadászok ellen "lövés az ölésre" politikát folytat. Az ABC News 1996-ban közölt egy riportot „Halálos játék: A Mark és Delia Owens története” címmel, ami bemutatta egy zambiai orvvadász ellentmondásos meggyilkolását, amelyet állítólag Delia mostohafia, Christopher Owens követett el, de Owensék tagadták a vádakat.
A biológia doktori fokozatának megszerzése óta szakmai folyóiratokban publikálta tanulmányait az afrikai vadon élő állatok viselkedési ökológiájáról, beleértve a Nature-t, a Journal of Mammalogy-t, az Animal Behaviour-t és az African Journal of Ecology-t. Emellett cikkeket írt a Natural History és az International Wildlife (ahol több mint 20 éven át „vándorszerkesztő” volt) című lapokban, amelyek szélesebb közönséget céloznak meg.
Delia és Mark Owens elváltak. Delia Owens az Idaho állambeli Boundary megyében él.
Owens társalapítója az Owens Wildlife Conservation Alapítványnak Stone Mountainben. Dolgozott az International Wildlife vendégszerkesztőjeként, előadásokat tartott Észak-Amerikában, és részt vett a grizzly medve védelmére irányuló erőfeszítésekben az Egyesült Államokban.
Debütáló regénye, az Ahol a folyami rákok énekelnek 2018-ban jelent meg. Nagy sikert aratott, és minden idők egyik legkelendőbb könyvévé vált. 32 egymást követő héten át vezette a The New York Times Fiction Best Sellers of 2019 és a The New York Times Fiction Best Sellers of 2020 listáját, és összesen 135 hétig szerepelt a listán. 2022-ben Reese Witherspoon megvásárolta a filmes jogokat, hogy produkciós cége filmvászonra vigye a regényt és később azonos címmel filmesítették meg.

## Könyvei
Regény
- Ahol a folyami rákok énekelnek

Emlékiratok
- Cry of the Kalahari (1984)
- The Eye of the Elephant Archiválva 2022. január 9-i dátummal a Wayback Machine-ben (1992)
- Secrets of the Savanna (2006)

### Magyarul
- Ahol a folyami rákok énekelnek · Libri, Budapest, 2019 · ISBN 9789634335665 · Fordította: Csonka Ágnes · (2. kiadás: ISBN 978-963-433-799-7)

## Adaptációk
- Ahol a folyami rákok énekelnek (2022)

## Fordítás
- Ez a szócikk részben vagy egészben  a   Delia_Owens című angol Wikipédia-szócikk fordításán alapul.  Az eredeti cikk szerkesztőit annak laptörténete sorolja fel. Ez a jelzés csupán a megfogalmazás eredetét és a szerzői jogokat jelzi, nem szolgál a cikkben szereplő információk forrásmegjelöléseként.

## Külső hivatkozások
- Delia Owens honlapja
- Elefántok tűz alatt (interjú)
- Where the Crawdads Sing (film) Archiválva 2022. augusztus 17-i dátummal a Wayback Machine-ben